# Pirâmide Vermelha
Pirâmide Vermelha, assim chamada pela cor rubro-clara da sua superfície exposta de granito (é chamada de el-haram el-watwat — a pirâmide do morcego — no local), é a maior das três principais pirâmides localizadas na necrópole de Dachur, e é a terceira maior pirâmide egípcia, após as de Quéops e Quéfren em Gizé. Quando foi terminada, era a maior estrutura criada pelo ser humano no mundo. Também se acredita que ela foi a primeira "verdadeira" pirâmide com lados lisos do mundo. Originalmente, ela foi coberta com blocos de pedra calcária polida, mas só uns poucos destes permanecem, na base da pirâmide.

## História
Ela foi construída durante o reinado do faraó Seneferu, e alguns sugerem ter sido local de seu descanso final. É localizada a aproximadamente um quilômetro ao norte da pirâmide curvada e levou cerca de 17 anos para ser concluída. Ela é construída com o mesmo ângulo raso de 43 graus, assim como a seção superior da pirâmide curvada, o que lhe dá uma aparência visivelmente mais baixa do que a das outras pirâmides egípcias de escala comparável.
Arqueólogos especulam que a razão para isso pode ser um resultado de crises de engenharia experimentadas durante a construção das duas mais recentes pirâmides de Seneferu. A primeira dessas, a pirâmide em Meidum desmoronou na antiguidade, enquanto que a segunda — a pirâmide curvada — teve seu ângulo de inclinação dramaticamente alterado — de 52 para 43 graus.
Alguns arqueólogos agora acreditam que a pirâmide de Meidum foi a primeira tentativa de construir uma pirâmide com lados lisos, e que ela pode ter desabado quando a construção da pirâmide curvada já estava em prosseguimento — e que esta última pode ter começado a mostrar sinais alarmantes de instabilidade, como evidenciado pela presença de largas estacas de madeira que suportam as câmaras internas. O resultado disso foi a mudança de inclinação da pirâmide curvada, e o começo atrasado da Pirâmide Vermelha a uma inclinação conhecida por ser menos suscetível a instabilidade e, portanto, menos suscetível a um colapso catastrófico.

## Dias modernos
Um raro piramídio, ou espigão, para a Pirâmide Vermelha foi descoberto e reconstruído, e agora está à mostra em Dachur — porém, não está claro se ele foi realmente usado alguma vez, já que seu ângulo de inclinação difere daquele para qual aparentemente a pirâmide foi pensada.
A Pirâmide Vermelha é uma das muito poucas em que é possível ser escalada por dentro. A entrada alta no lado norte permite o acesso a uma longa passagem de 62m (200 pés) que é inclinada para baixo em um ângulo de cerca de 27º. Esta passagem mede aproximadamente 91cm (3 pés) de altura e 1.23m (4 pés) de largura. Não é recomendada para quem sofre algo além de uma leve claustrofobia. A presença de morcegos causa um cheiro forte de amônia, o que faz ser um alívio chegar a superfície. Uma vez alcançado o fim da passagem, a pessoa entra, através de um corredor curto, na primeira câmara, que tem uma altura de 12.3m (40 pés). É um bom exemplo de teto sustentado por mísulas, com onze camadas de blocos de pedra. No parte sul da câmara, outro corredor curto leva à segunda câmara, que tem dimensões similares às da primeira e também exibe o teto sustentado por mísulas. Esta câmara encontra-se bem abaixo do topo da pirâmide. Uma escada de madeira na parte sul desta câmara leva à terceira e última câmara. Acredita-se que esta seja a câmara do enterro. Esta também exibe um teto sustentado por mísulas e tem uma altura de cerca de 15.24m (50 pés).